# Ensure
Ensure — название бренда пищевых добавок и заменителей еды, производимых Abbott Laboratories.
Бутылка Ensure Original объёмом 237 мл. содержит 220 ккал, 6 г жиров, 15 г углеводов и 9 г белков. В основном продукт состоит из воды, кукурузной патоки, сахара, концентрата молочного белка, рапсового масла и соевого белка.

## История
В 1903 году Гарри К. Мурес и Стэнли М. Росс создали компанию, которая называлась «Moores & Ross Milk Company». Они специализировались на розливе и доставке молока. К 1964 году, компания Moores & Ross Milk Company объединилась с Abbott Laboratories. Результатом их сотрудничества стал напиток под названием Ensure, который впервые был продан в 1973 году.
В 1990-х годах, Ensure и другие бренды, такие как Mead Johnson’s, Boost и Resource, яростно конкурировали за захват доли рынка заменителей еды и здорового питания. Abbott Laboratories за первые девять месяцев 1996 года потратила 45,4 млн долларов на рекламу Ensure, что на 70 % больше, чем за тот же период 1995 года. Благодаря этому, в том году объём продаж Ensure достиг 300 миллионов долларов, что составляло примерно 80 % продаж всех белковых добавок рынка США.
В 1995 году некоммерческая, наблюдательная организация Center for Science in the Public Interest заявила, что Ensure «является самой вводящей в заблуждение рекламой пищи». В 1997 году Abbott Laboratories урегулировала обвинения Федеральной торговой комиссии в отношении рекламы в которой утверждалось, что Ensure содержит такое же количество витаминов, как и поливитаминные препараты рекомендуемые врачами.

## Продукция
В 2013 году Abbott Laboratories отделила Ensure от фармацевтического отдела своей компании и отвела бренду отдельную продуктовую линию.
Начиная с 2016 года Ensure продается в таких вариантах:
- Ensure Original
- Ensure Original Pudding[6]
- Ensure Plus
- Ensure Enlive
- Ensure High Protein
- Ensure Clear
- Ensure Light
- Ensure Compact
- Ensure Original Nutrition Powder
- Ensure Muscle Health[7]

Также в 2016 году компания прекратила выпуск продукта Ensure Complete
Ensure использовался во время принудительного кормления заключённых, голодавших в американской тюрьме в Гуантанамо

### Похожие продукты
- Сойлент
- Ambronite
- Huel
- SlimFast[англ.]